# Tadeusz Kotula
Tadeusz Kotula (22. prosince 1923 Těšín – 4. května 2007 Vratislav) byl polský historik a univerzitní profesor.
Specializoval se na starověké dějiny, zejména na Starověký Řím v období Severovců a vojenských císařů.

## Publikace
- Afryka Północna w starożytności. Wrocław: Zakł. Nar. im. Ossolińskich, 1972.
- Aurelian i Zenobia. Wrocław: Zakład Narodowy im. Ossolińskich, 2006. ISBN 83-04-04593-1
- Barbarzyńcy i dworzanie. Rzym a barbarzyńcy w dworskiej literaturze późnorzymskiej. Kraków: PAU, 2004. ISBN 83-88857-83-5
- Cesarz Klaudiusz II i "Bellum Gothicum" lat 269–270. Wrocław: Wydaw. UWr, 1994. ISBN 83-229-1057-6
- Kryzys III wieku w zachodnich prowincjach Cesarstwa Rzymskiego. Wrocław: Wydaw. Uniwersytetu Wrocławskiego, 1992. ISBN 83-229-0659-5
- Kto wygrał bitwę z Gotami pod Naissus: cesarz Galien w 268 r. czy cesarz Klaudiusz II w 269 r.?. Poznań: UAM, 1994. ISBN 83-86402-10-5
- Masynissa. Warszawa: Państwowy Instytut Wydawniczy, 1976.
- Septymiusz Sewerus: cesarz z Lepctis Magna. Wrocław: Ossolineum, 1986. ISBN 83-04-02155-2
- U źródeł afrykańskiego separatyzmu w III w.n.e. Wrocław: Zakład Narodowy im. Ossolińskich, 1961.
- Zgromadzenia prowincjonalne w rzymskiej Afryce w epoce późnego Cesarstwa. Wrocław: Zakład Narodowy im. Ossolińskich, 1965.